# Days of Waiting
Days of Waiting (englisch für: Tage des Wartens) ist ein US-amerikanischer Dokumentarfilm aus dem Jahr 1990. Er basiert auf dem Roman Lone Heart Mountain von Estelle Ishigo.

## Handlung
Der Film erzählt die Erlebnisse der hellhäutigen Künstlerin Estelle Ishigo im Zweiten Weltkrieg. Estelle war mit einem japanischstämmigen Amerikaner verheiratet. Als die US-Bürger mit japanischen Vorfahren nach dem japanischen Angriff auf Pearl Harbor interniert wurden, weigerte sich Estelle, sich von ihrem Mann zu trennen und folgte ihm ins Internierungslager.

## Hintergrund
Der Film wurde im Februar 1991 beim Kurzfilmfestival von Clermont-Ferrand uraufgeführt.

## Auszeichnungen
- 1991 wurde der Film in der Kategorie Bester Dokumentar-Kurzfilm mit dem Oscar ausgezeichnet.
- Beim Kurzfilmfestival von Clermont-Ferrand gewann der Film den Grand Prix.
- 1991 gewann der Film den Peabody Award.